# Li Siao-sia
Li Siao-sia, čínsky pchin-jinem Lǐ Xiǎoxiá, znaky zjednodušené 李晓霞 (* 16. ledna 1988 An-šan) je čínská stolní tenistka.
Od dubna do října 2011 byla nepřetržitě světovou jedničkou na ženském žebříčku ITTF.
Je olympijskou vítězkou (2012) i světovou šampionkou (2013) ve dvouhře.